# Convent de Santa Magdalena (Palma)
El convent de Santa Magdalena és un convent a la plaça homònima, de la Ciutat de Mallorca. Consta d'un claustre amb dues plantes. La de baix és configurada per arcs rebaixats amb columnes que alternen fusts salomònics i llisos. En el segon pis hi ha columnes octagonals, i la sala capitular presenta un enteixinat de cassetons i un arc rebaixat central. Així mateix disposa d'una església annexa del mateix nom. L'edifici conventual és d'estil gòtic amb transformacions posteriors de principi del segle xiv.

## Història
L'origen d'aquest convent és incert per manca de documents concloents, però es creu que es fundà a inicis del segle xiv, possiblement abans de 1332. Inicialment, funcionava com una casa d'arrepentides vinculada a l’hospital de la Magdalena, creat el 1231 després de la conquesta de Mallorca pel comte Hug IV d'Empúries. No seguia cap regla monàstica concreta fins que el 1349 adoptà la de Sant Pere i, el 1533, la de Sant Agustí.
El convent es caracteritzava per una economia modesta i una comunitat sense vincles nobles destacats. El 1541, unes monges de Santa Margalida hi impulsaren reformes, i la presència de santa Catalina Thomàs (Valldemossa, 1533 - Palma, 1574) li atorgà un gran prestigi. Durant aquella època, també s'adaptà a les normes del Concili de Trento, especialment pel que fa a la clausura. Al segle xviii, es reconstruí gran part del monestir i s'hi construí l'església actual. Avui dia, aquesta comunitat monàstica continua activa.

## Arquitectura de l'església
L'església de Santa Magdalena és just al costat del convent. Es reconstruí completament el 1740 i és d'estil barroc tardà.
Té planta d'una nau amb tres capelles laterals. El creuer té els braços reduïts i el presbiteri és un tram rectangular amb una absidiola semicircular. La coberta és de volta de creueria gòtiques arcaïtzant, en la nau principal i en les capelles laterals. Té planta d'una nau amb tres capelles laterals. Els braços del creuer tenen una coberta de volta de canó. El creuer és cobert per una cúpula sobre trompes coronada per un llanternó amb vuit arquets. Té una entrada en forma d'arc de mig punt sostingut per pilastres de fusts estriats i capitells toscans. En la zona d'ingrés s'aixeca la tribuna. El retaule barroc és presidit per la titular de l'església.
La façana principal consta d'un portal amb llinda coronat per un nínxol de mig punt, protegit per un trencaaigües semicircular amb la figura de Maria Magdalena amb una calavera a la mà. Hi ha també un rosetó central, quatre finestres rectangulars a la part superior, i un coronat en forma de testera mixtilínia amb dues torres quadrangulars als extrems.
L'element més destacable d'aquest temple és el panteó de Santa Catalina Thomàs. El cos incorrupte està dipositat en una urna d'argent i vidre, que està situada en un absis al fons d'un recinte de planta quadrangular emmarcat per vuit grans columnes corínties. La coberta presenta un enteixinat de cassetons, i a l'absis, una volta d'un quart d'esfera. El sepulcre d'aquesta popular beata, canonitzada l'any 1929, fou enllestit l'any 1815 i és d'estil neoclàssic. El cardenal Despuig en patrocinà la construcció i d'ençà 1993 també hi reposen les seves restes.